# Finnország címere

Finnország címere

Finnország címere egy vörös pajzs, amelyen egy kivont kardú, sárga színű koronázott oroszlán látható. Körülötte kilenc sárga rózsa helyezkedik el, amelyek az egykori tartományokat jelképezik. Az oroszlán egy széles pengéjű szablyán áll, amely keleti fegyver lévén a keleti ellenségek felett aratott győzelmet szimbolizálja.